# Saunders Mac Lane
Saunders Mac Lane, Connecticut 4 augustus 1909  – San Francisco 14 april 2005 was een wiskundige uit de Verenigde Staten, die samen met Samuel Eilenberg de basis legde voor de categorietheorie.

## Bijdragen
Mac Lane deed na een proefschrift in de wiskundige logica zijn vroege werk in de theorie van lichamen (Ned) / velden (Be) en in de waarderingstheorie. Hij publiceerde over valuatieringen en witt-vectoren en scheidbaarheid in oneindige lichaamsuitbreidingen (Ned) / velduitbreidingen (Be) en in 1942 over groepsuitbreidingen. Hij begon in 1943 met Samuel Eilenberg in wat resulteerde in wat nu de Eilenberg-Mac Lane-ruimten worden genoemd, waar {\displaystyle K(G,n)} een niet-triviale homotopiegroep {\displaystyle G} in dimensie {\displaystyle n} heeft.
Nadat de abstracte benadering van de homologietheorie aan de hand van de Eilenberg-Steenrod axioma's was ingevoerd, introduceerden hij en Eilenberg in 1945 de  categorietheorie. Mac Lane  staat vooral bekend voor zijn werk aan de coherentiestellingen. Een terugkerend kenmerk van de categorietheorie, de abstracte algebra en van sommige andere wiskunde is het gebruik van commutatieve diagrammen, bestaande uit pijlen, die morfismen weergeven, die wiskundig objecten met elkaar verbinden, zoals producten en coproducten. Volgens McLarty (2005) komt deze schematische aanpak van de hedendaagse wiskunde grotendeels uit het werk voort van Mac Lane (1948). 
Mac Lane deed grote moeite om begrijpelijke teksten te schrijven. Dit begon reeds met zijn zeer invloedrijke A Survey of Modern Algebra, Een overzicht van de moderne algebra, een werk dat hij in 1941 samen met Garrett Birkhoff schreef. Het was vanaf dat moment voor het eerst mogelijk om aan doctoraalstudenten in de moderne algebra les te geven met behulp van een Engels tekst. Zijn Categories for the Working Mathematician, Categorieën voor de werkende wiskundigen, is nog steeds een belangrijke inleiding tot de categorietheorie.